# Chlorophorus gratiosus
Chlorophorus gratiosus là một loài bọ cánh cứng trong họ Cerambycidae.